# Àrea de conservació Okavango-Zambezi

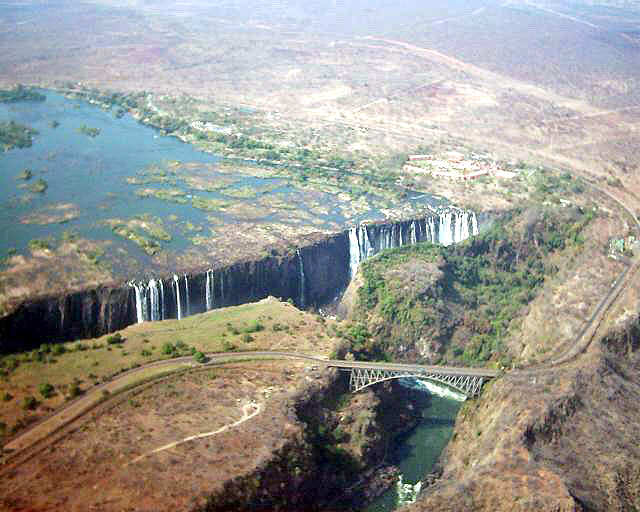
Les Cascades Victòria durant l'estació seca

L'Àrea de Conservació Okavango-Zambezi és un projecte per a crear a Àfrica un parc transnacional de 519.912 km² a les conques dels rius Okavango i Zambezi.
El parc és un esforç de conservació comuna entre Angola, Botswana, Namíbia, Zàmbia i Zimbàbue, estats que al novembre del 2006 signaren els tràmits perquè l'àrea de conservació inclogués diversos parcs nacionals i àrees de conservació ja establertes, entre aquestes les del delta del riu Okavango i les Cascades Victòria. La regió comptava amb prop de 250.000 elefants, que podran desplaçar-se lliurement sobre grans distàncies en lloc de veure's confinats en parcs més petits.
S'espera que a més de l'efecte sobre la conservació de les espècies, aquest parc tinga un impacte positiu en l'economia d'aquests estats per l'activitat turística que s'hi generarà. Abans que el parc entre s'òbriga al públic, s'ha fet un esforç gran per a eliminar mines de guerra i desplaçar poblacions recentment establertes a les conques dels rius.

## Components
L'Àrea de Conservació Transfronterera Okavango-Zambezi té una superfície de 520.000 km². D'aquesta superfície, el 17% és a Angola, el 30% a Botswana, el 14% a Namíbia, el 25% a Zàmbia i el 14% a Zimbàbue.
287.132 km² del territori de l'àrea són zones protegides preexistents. Les zones protegides que s'hi incorporen són
a Zàmbia:
- Parc Nacional Kafue
- Parc Nacional Liuwa Plain
- Parc Nacional de Mosi-oa-Tunya
- Parc Nacional Sioma Ngwezi
- Parc Nacional del Baix Zambezi

a Namíbia:
- Parc nacional de Bwabwata
- Parc nacional de Khaudom
- Parc nacional de Mangetti
- Parc nacional de Mudumu
- Parc nacional de Mamili

a Botswana:
- Parc nacional del Chobe
- Parc nacional de Makgadikgadi
- Parc nacional de Nxai Pa
- Reserva de caça Moremi

a Zimbàbue:
- Parc nacional de Chizarira
- Parc Nacional Hwange
- Parc nacional de Kazuma Pa
- Parc Nacional de Mana Pools
- Parc nacional de Matusadona
- Parc nacional de les Cataractes Victoria
- Parc nacional Zambezi

a Angola:
- Parc Nacional de Luengue-Luiana
- Parc Nacional de Longa-Mavinga